# 전석담
전석담(全錫淡, 1916 황해 은율 ~ ?)은 일제강점기 당시 조선의 경제학자, 사학자이다. 동국대학교 등에서 경제학을 가르치다 1946년 월북하였다.

## 생애
1916년 황해도 은율에서 태어났다. 1940년 일본의 동북제국대학(도호쿠제국대학, 東北帝國大學) 경제학과를 졸업하였다. 1945년에는 경성상업전문대학 경제학교수를 역임하였고, 동국대학교 등에서 조선경제사와 경제학사를 강의하였다.
1946년 월북 이후에는 조선공산당과 남조선로동당의 계통을 연구하였다. 김일성종합대학교수, 민경제대학 정치경제학부장, 중앙당학교 교수 등을 지냈다. 1957년에 인민경제대학 부교수가 되었고, 1961년 북한의 력사학연구소가 편찬한 《조선근대혁명운동사》 작업 과정에 성원으로서 동원되었다. 1961년 9월 27일에 개최된 력사가민족위원회 연차회의에서는 위원으로 선출되기도 하였다. 1964년 10월 사회과학원 경제법학연구소 교수가 되었다.

## 학문적 성취
1945년 해방공간에서는 한국사에 대한 재정립과 체계화가 필요하였다. 이에 전석담은 정력적으로 이 분야에 투신하였다. 조선조에서 일제강점기를 아울러 연구하였고, 대중적 사론도 썼다. 그는 조선 후기의 사회경제사를 연구하여 조선에서의 자본주의적 관계를 규명하였으며, 조선민족의 내재적 발전을 확인하고자 했다. 그는 특히 조선왕조 봉건사회의 후진성과 양반층의 민중 착취로 인해, 일제의 침략이 없었더라도 조선왕조가 오래 버티지 못했을 것이며 조선 민중의 힘으로 역사의 다음 단계로 넘어갔을 것으로 봤다. 이는 일제의 식민사관에 대항하는 방편이기도 했다.

## 주요 저서
- 《이조사회경제사》(1946), 박시형·박극채·김한주와 공저
- 《일제하의 조선사회경제사》(1947), 김한주·이기수와 공저
- 《조선사교정》(1948)[2]
- 《조선경제사》(1949)
- 《19세기 후반기-일제통치 말기의 조선사회경제사》(1959), 최윤규와 공저
- 《조선에 있어서의 자본주의적 관계의 발생》(1970), 허종호·홍희유와 공저